# Mario Almela
Mario Almela (México, D.F., 9 de agosto de 1940 - México, D.F., 4 de julio de 2017) pintor mexicano, considerado el autor de una de las colecciones de paisajes sobre los volcanes más grandes de México, en donde se encuentran más de 100 lienzos realizados en las faldas y cúspides de los volcanes Popocatépetl e Iztaccíhuatl. 
Pintor, restaurador, anticuario y alpinista durante 60 años, hizo uso de estas habilidades para llegar y apreciar lugares recónditos, donde encontraba el ambiente y la libertad necesaria para desplegar su capacidad artística. 
Mario Almela era un paisajista amante del campo, los volcanes y pueblos en los cuales se inspiró para producir gran parte de su obra. 
Sus lienzos se caracterizan por una pincelada rápida y enérgica, que remite al impresionismo, pero sobre el cual Almela ha dado un especial tratamiento de la luz. 
Sus obras capturan la luz del amanecer, del mediodía, del reflejo del sol cuando acaba de llover y la luz que ilumina los cuerpos de forma singular. Así, Mario Almela ha ido ganándose el seudónimo de “Pintor de Luz y Sol”.
La constante presencia del campo en sus obras se ve rodeada generalmente por un intento de recuperar la vida sencilla como elemento para mejorar la calidad de vida de las personas, puesto que Almela creció en la Ciudad de México de los años 40 y 50, donde abundaban los verdes de los bosques y no el gris que caracteriza a la urbanidad actual. 

## Surgimiento del oficio
Su inclinación por la pintura al aire libre comenzó a hacerse evidente desde la edad de siete años, cuando Almela pintaba acuarelas en días de campo, acompañando a José Bardasano, Armando García Núñez, Ignacio Rosas y otros pintores de la época. 
Ya a los 12 años, con una vocación por las artes claramente definida, ingresó en la academia de pintura del maestro Bardasano, donde perfeccionó su destreza en el dibujo, realizando acuarelas, pasteles y óleos. Allí se inclinó por el paisaje como forma de expresión. 
Tres años después dejó los estudios formales para trabajar y mejorar su técnica por su propia cuenta y recibió las enseñanzas de su padre, Pablo Almela, quien restauraba cuadros antiguos, un oficio que Mario Almela aprendió a la par de la pintura.
A la edad de 20 años, Almela llevó a cabo su primera exposición individual. Desde entonces ha recorrido la vastedad del paisaje mexicano, plasmando en sus múltiples lienzos las costas, selvas, valles y montañas. 

## Paisajista y escritor
En 1997 se publicó su libro, Luz y Sol, con ensayos del arquitecto Luis Ortiz Macedo, quien lo sitúa en la cúpula de los paisajistas mexicanos, al lado de otros dos grandes amantes de los volcanes del país, como José María Velasco Gómez y Gerardo Murillo “Dr. Atl”.
Junto con su gran sensibilidad desarrollada a través de su carrera pictórica, Mario Almela cuenta también con un acervo privado de numerosos poemas sobre diversos temas, que van desde el amor al odio como a la exacerbación de la naturaleza y el hombre.

## Sus exposiciones
A lo largo de su vida, Mario Almela expuso cinco veces de forma individual y algunas más de manera colectiva. Entre 1997 y 2017 no realizó ninguna exposición, al considerar que en la actualidad las muestras tienen un fin comercial y no artístico. 
A pesar de ello, tras recibir una invitación de la galería Aldama Fine Art, decidió acceder a presentar una nueva exposición (la última), denominada "El paisaje y los volcanes de México", que tuvo lugar entre el 22 de octubre y el 19 de noviembre de 2008, y donde exhibió 37 piezas de óleo en tela de diferentes lugares del campo mexicano, como Tlayacapan, Tepotzotlán, Acolman, Amecameca y Ayapango, entre otros. 
La obra de Mario Almela puede ser ubicada tanto en colecciones particulares en México, Estados Unidos y España, así como en colecciones públicas y museos, como el Museo de Arte de la ciudad de Orizaba en Veracruz, la colección Seguros América (hoy Axa Seguros) y del Grupo Financiero Santander Serfín, S.A. de C.V.
La obra del autor ha sido incluida en subastas de arte latinoamericano en las casas Sotheby's, Christie's en Nueva York, y más recientemente en las subastas anuales de arte latinoamericano de Morton Casa de Subastas en la Ciudad de México.